# Apokoronas
Apokoronas (řecky: Αποκόρωνας) je obec v Řecku v regionální jednotce Chania na ostrově Kréta. Je situována na severním pobřeží ostrova při pobřeží Krétského moře. Leží v podhůří Lefka Ori. Skládá se ze šesti obecních jednotek: Armenoi, Asi Gonia, Fres, Georgioupoli, Kryonerida, Vamos. Hlavním sídlem obce je vesnice Vryses.

## Kultura
Obec byla dějištěm v seriálu Řek Zorba